# Michael Faherty
Michael Faherty (en irlandés: Micheál Ó Fátharta; 1934-64 Clareview Park, Ballybanew, condado de Galway, Irlanda, 22 de diciembre de 2010) fue un hombre de 76 años que fue encontrado incinerado en la sala de estar de su casa en Clareview Park, Ballybane, Galway, el 22 de diciembre de 2010. Su cuerpo fue parcialmente consumido por un incendio que fue impulsado por el efecto de mecha, que comúnmente ocurre cerca de, y es ayudado por, una chimenea abierta. Su muerte fue registrada como "combustión espontánea" por el forense.

## Incidente e Investigación
En las primeras horas del 22 de diciembre de 2010, el vecino de Faherty, un señor Mannion, se despertó con el sonido de su alarma de humo. Mannion salió a la calle y vio que salía humo de la casa de Faherty. Al no obtener respuesta de la casa de Faherty, despertó a los residentes locales y al Gardaí y llamaron a la brigada de bomberos.
La casa de Faherty fue registrada por expertos forenses del Gardaí y del servicio de bomberos. El cuerpo de Faherty había sido encontrado acostado de espaldas con la cabeza más cercana a una chimenea abierta. El fuego se había confinado completamente a la sala de estar y el único daño encontrado fue el cuerpo totalmente quemado, el techo arriba y el piso debajo de él. No se encontró rastro de ningún acelerante y no había nada que sugiriera que se había cometido un juego sucio. El subjefe de bomberos, Gerry O'Malley, dijo a la investigación sobre la muerte que, después de una investigación exhaustiva, los bomberos estaban convencidos de que el fuego abierto no era la causa del incendio que llevó a la muerte de Faherty.
Una autopsia llevada a cabo por la patóloga Grace Callagy observó que Faherty había padecido diabetes tipo 2 e hipertensión, pero que no había muerto de insuficiencia cardíaca. Callagy concluyó que "la extensa naturaleza de las quemaduras sostenidas impide determinar la causa precisa de la muerte".
En septiembre de 2011, el médico forense del oeste de Galway, el Dr. Ciaran McLoughlin, informó a la investigación sobre la muerte que buscó en la literatura médica para determinar la causa de la muerte. El forense se refirió al libro del profesor Bernard Knight sobre patología forense, que establece que se han producido un gran número de supuestos incidentes de combustión humana espontánea cerca de una chimenea.
Posteriormente, el forense hizo una declaración a una pregunta: "Este incendio fue investigado a fondo y me quedo con la conclusión de que esto encaja en la categoría de combustión humana espontánea, para la cual no hay una explicación adecuada".

## Causas posibles
Mike Green, un profesor retirado de patología, relató un caso similar en su carrera, pero no usó el término combustión espontánea. Él creía que tenía que haber alguna fuente de ignición, un cigarrillo o una brasa de un fuego. La fuente de la ignición se pierde posteriormente a medida que el cuerpo se quema. Green supuso que las circunstancias que rodearon la muerte de Michael Faherty eran muy similares a otros casos posibles. Green también descartó cualquier explicación centrada en la intervención divina.
Benjamin Radford, escritor científico y editor adjunto de la revista de ciencia Skeptical Inquirer, sostiene que "el caso de Faherty puede no ser tan misterioso como parece. Había, después de todo, un fuego abierto cerca de su cuerpo quemado. Parece probable que haya una chispa o brasas podrían haber saltado del fuego a su ropa y haber prendido fuego a su ropa. No está claro por qué el forense descartó de forma concluyente esta explicación". Radford también pone en duda la plausibilidad de la combustión humana espontánea: "Si el CHE es un fenómeno real (y no el resultado de que una persona anciana o enferma esté demasiado cerca de una fuente de llama), ¿por qué no ocurre con más frecuencia?" 